# Drugi rząd Gustava Stresemanna
Drugi rząd Gustava Stresemanna – 6 października 1923 do 30 listopada 1923.
| Funkcja                                    | Imię i nazwisko                                                           | Partia      |
| ------------------------------------------ | ------------------------------------------------------------------------- | ----------- |
| Reichskanzler – Kanclerz Rzeszy            | Gustav Stresemann                                                         | DVP         |
| Minister spraw zagranicznych               | Gustav Stresemann                                                         | DVP         |
| Minister spraw wewnętrznych                | Wilhelm Sollmann (do 3 listopada 1923) Karl Jaures (od 11 listopada 1923) | SPD DVP     |
| Minister sprawiedliwości                   | Gustav Radbruch (do 3 listopada 1923)                                     | SPD         |
| Minister finansów                          | Hans Luther                                                               | bezpartyjny |
| Minister gospodarki                        | Joseph Koeth                                                              | bezpartyjny |
| Minister polityki żywnościowej i rolnictwa | Gerhard Graf von Kanitz (od 22 października 1923)                         | bezpartyjny |
| Minister pracy                             | Heinrich Brauns                                                           | Zentrum     |
| Minister obrony                            | Otto Geßler                                                               | DDP         |
| Minister transportu                        | Rudolf Oeser                                                              | DDP         |
| Minister poczty                            | Anton Höfle                                                               | Zentrum     |
| Minister do spraw terytoriów okupowanych   | Johannes Fuchs                                                            | Zentrum     |
| Minister odbudowy                          | Robert Schmidt (do 3 listopada 1923)                                      | SPD         |